# French Gulch
French Gulch é uma Região censo-designada localizada no estado americano da Califórnia, no Condado de Shasta.

## Demografia
Segundo o censo americano de 2000, a sua população era de 254 habitantes.

## Geografia
De acordo com o United States Census Bureau tem uma área de 32,0 km², dos quais 32,0 km² cobertos por terra e 0,0 km² cobertos por água. French Gulch localiza-se a aproximadamente 425 m acima do nível do mar.

## Localidades na vizinhança
O diagrama seguinte representa as localidades num raio de 40 km ao redor de French Gulch.